# Убийца оставляет след (фильм)
Убийца оставляет след (в советском прокате под названием Преступник оставляет след) (пол. Morderca zostawia ślad) — польский художественный детективный фильм, снятый кинорежиссёром Александром Сцибор-Рыльским в 1967 году на киностудии Rytm.
Премьера фильма состоялась 18 августа 1967 года.

## Сюжет
Действие фильма разворачивается в освобождённом от немцев польском городе. Здание гестапо захвачено партизанами с целью захвата картотеки тайных агентов фашистов для их разоблачения и предания суду. Один из членов подпольного штаба, предполагаемый прокурор города «Магистр», найден убитым, а картотека исчезает. Поиски преступника и картотеки возглавляет поручик «Лотар», командир партизанской группы, занявшей здание.
Это последний фильм, в котором сыграл актер Збигнев Цибульский. При возвращении со съёмок он попал под поезд.

## В ролях
- Тадеуш Шмидт — поручик Лотар
- Збигнев Цибульский — Родецкий
- Кристина Миколаевская — Наталья Ложиньска
- Ива Млодницкая — Госька
- Барбара Стеслович — Регина, агент гестапо
- Юзеф Нальберчак — Климчук
- Владислав Ковальский — Ромек Кмецик, брат Госьки
- Ежи Качмарек — «Нурт»
- Тадеуш Калиновский — майор «Павел»
- Януш Хелмицкий — «Магистр»
- Ирена Нетто — соседка Наталии

## Дубляж на русский язык
Фильм дублирован в 1968 году на киностудии им. Горького.
- Олег Голубицкий, Николай Граббе, Роза Макагонова, Владимир Ферапонтов, А. Алексеев, С. Вершинина, О. Красина, А. Кузнецов, В. Подвиг, А. Тарасов и другие.